# Говард, Чарльз, 9-й граф Саффолк
Чарльз Говард, 9-й граф Саффолк (англ. Charles Howard, 9th Earl of Suffolk; 1685 — 28 сентября 1733) — английский дворянин и политик. Он был известен как Достопочтенный Чарльз Говард с 1691 по 1731 год.

## Биография
Родился в 1685 году. Младший (третий) сын Генри Говарда, 5-го графа Саффолка (1627—1709), и и его первой жены, Мэри Стюарт, дочери Эндрю Стюарта, 3-го барона Касл-Стюарта.
Он был произведен в капитаны драгунского полка Эхлина 27 февраля 1703 года. В течение того же года он в течение нескольких месяцев заседал в качестве члена Палаты общин Ирландии от Карлоу.
2 марта 1705 года он женился на Генриетте Хобарт (1689 — 26 июля 1767), дочери сэра Генри Хобарта, 4-го баронета, и Элизабет Мейнард. У супругов родился один сын:
- Генри Говард, 10-й граф Саффолк (1 января 1706 — 22 апреля 1745)[1].

Брак не был счастливым. Чарльз был пьяницей и грубым мужем, и ни один из них не обладал большими средствами. Чарльз и Генриетта отправились в Ганновер, чтобы искать благосклонности курфюрста Георга, который, как казалось, мог унаследовать английский престол. Они действительно преуспели в получении должностей при его восшествии на престол как Георга I в 1714 году. Чарльз был грумом опочивальни короля, а Генриетта — фрейлиной Каролины, принцессы Уэльской. Однако это привело Генриетту в компанию принца Уэльского, чьей любовницей она стала. Чарльз ни в коем случае не был удовлетворен этими договоренностями, и, по словам Хораса Уолпола, его согласие в конечном итоге пришлось купить пенсией в 1200 фунтов стерлингов в год. Он также получил назначение на должность заместителя лейтенанта Эссекса в 1718 году и офицерское звание капитана и подполковника в Колдстримской гвардии в 1719 году. Он не был повторно назначен грумом опочивальни после смерти Георга I в 1727 году. Он официально разошёлся со своей женой незадолго до окончания правления.
22 июня 1731 года после смерти своего бездетного старшего брата, Эдварда Говарда, 8-го графа Саффолка (1672—1731), Чарльз Говард унаследовал титул 9-го графа Саффолка и стал членом Палаты лордов Великобритании. Так как Генриетта теперь формально была графиней, она была назначена правительницей гардеробной.
Лорд Саффолк скончался 28 сентября 1733 года в возрасте 47-48 лет. Ем унаследовал его единственный сын Генри.